# Rokudō no Onna-tachi
Rokudō no Onna-tachi (六道の悪女たち?) es una serie de manga japonesa escrita e ilustrada por Yūji Nakamura. El manga se serializó en la revista Shūkan Shōnen Champion de Akita Shoten desde junio de 2016 hasta abril de 2021. Una adaptación de la serie al anime de Satelight se estrenó el 8 de abril de 2023.

## Argumento
La historia sigue a Tosuke Rokudo, un chico tímido y acosado en una escuela llena de delincuentes. Decidido a cambiar su vida, un día utiliza el viejo pergamino mágico que le regaló su abuelo. El pergamino deja una marca en la frente de Rokudo, pero su efecto hace que todas las chicas delincuentes de la escuela se enamoren de él.

## Personajes
Tousuke Rokudo (六道 桃助 Rokudō Tōsuke?)
 Seiyū: Gen Satō
El protagonista principal. Originalmente una víctima de acoso y un debilucho que se tragaba sus frustaciones, tras recibir el encantamiento domador de demonios de su abuelo y ser arrastrado a diversos problemas debido a este, Rokudo encuentra su valor y empieza a cambiar. Actualmente es el líder de la alianza entre las escuela Aomori y Rokudan, así como el de facto líder de su grupo de amigos
Ranna Himawari (向日葵 乱奈 Himawari Ranna?)
 Seiyū: Sumire Uesaka
Increíblemente fuerte y frecuentemente descrita como "monstruosa" por sus compañeros de clase y compañeros delincuentes, Ranna Himawari es el interés amoroso de Rokudo. Ella exhibe tendencias extremadamente violentas con una falta de verdaderas motivaciones para causar peleas con sus compañeros. Después de caer bajo el hechizo del poder de Rokudo, ella se enamora de él y, aunque se niega a hablar con los demás, sigue siendo estoica, habla muy amablemente con Rokudou, aunque con el tiempo comienza a ser más amigable con sus compañeros de clase. Ella es muy protectora de Rokudo y con frecuencia está a la vanguardia de las peleas que lo involucran, para su disgusto.
Masaru Hinomoto (火野本 勝 Hinomoto Masaru?)
 Seiyū: Daisuke Namikawa
Uno de los amigos de Rokudo, el cual es llamado "Coronel" por llevar ropa militar. Comparte el sueño de Rokudo de vivir una vida escolar pacífica, libre de sus matones delincuentes. Junto con Rokudo y su amigo "Manager", se acurruca en un baño durante el horario escolar para desahogar su frustración con la forma en que es su vida en Amori High. Él es el primero en teorizar que la habilidad que Rokudo recibió del pergamino fue la de hacerlo popular entre las "chicas malas". Con frecuencia ayuda con los conflictos en los que está involucrado Rokudo, junto con sus amigos.
Kota Kijima (木嶋 耕太 Kijima Kōta?)
 Seiyū: Akira Ishida
Conocido como "Manager" por su atuendo formal y comportamiento profesional, Kouta es uno de los amigos de Rokudou al comienzo de la serie. Al igual que "Coronel" y Rokudo, él también desea llevar una vida pacífica en Amori High y es constantemente intimidado por sus compañeros de clase delincuentes. Así mismo, se da cuenta de que Rokudo es popular entre las "chicas malas" y acompaña a Rokudo y sus amigos cuando entra en conflicto con bandas de delincuentes.
Haruya Iinuma (飯沼 波瑠也 Iinuma Haruya?)
 Seiyū: Haruki Ishiya
Al comienzo de la historia, Iinuma intimidaba a Rokudo, pero después, comienza a respetarlo por defenderse a sí mismo y a sus amigos. Más adelante en la historia, Iinuma se vuelve muy buen amigo de Rokudo y su grupo de amigos.
Tsubaki (椿 Tsubaki?)
 Seiyū: Misato Matsuoka
Sayuri Osanada (幼田 小百合 Osanada Sayuri?)
 Seiyū: Naomi Ōzora
Con la apariencia y el comportamiento de una niña de la escuela primaria, Sayuri a menudo se confunde con uno a pesar de ser estudiante en Aomori High. A pesar de su apariencia menuda, Sayuri es la Bancho de la escuela que se ha ganado la reputación de ser la luchadora física más fuerte. Ella originalmente apunta a Rokudo por su inexplicable habilidad para volverse popular entre las alumnas de Amori High, pero cuando comienza a atacarlo, se enamora de él debido al poder de su hechizo. Rokudo se convierte así en su primer amor. A través de la influencia de Rokudo, ella se reforma y se reintegra a la vida escolar y lo ayuda a lograr su sueño de una vida pacífica por medio de su poderosa influencia sobre sus compañeros de clase. Desde entonces, se ha convertido en una poderosa aliada de Rokudo y una de las primeras en acudir en su ayuda cuando asuntos relacionados con delincuentes externos le suceden a él o a Amori.
Azami Himeno (姫野 莇美 Himeno Azami?)
 Seiyū: Yuki Yomichi
Minami Yamabuki (山吹 ミナミ Yamabuki Minami?)
Ling Lan (鈴蘭 Ling Lan?)
Sachiyo Sakura (桜 沙知代 Sakura Sachiyo?)

### Alianza Onishima (鬼島連合)
Doji Matsugamiya (松ヶ宮 童子 Matsugamiya Dōji?)
 Seiyū: Daiki Yamashita
Yui Yashiya (椰子谷 唯 Yashiya Yui?)
 Seiyū: Mayuko Kazama
Sumire Triplets
Raino Sumire (菫 雷乃 Sumire Raino?)
 Seiyū: Reina Ueda
La más joven de las Trillizas Sumire (Amano, Kazeno y Raino Sumire) y la única niña. Raino se viste, adopta la apariencia y la personalidad de un Ikemen y es hábil con el maquillaje. Sus habilidades de maquillaje son tan convincentes que podría disfrazar sin esfuerzo a Rokudo como una chica linda. Ella cae bajo el poder de Rokudo durante el arco de Onishima y actúa como una niña a su alrededor. Ella realmente se enamora de Rokudo por su buen corazón y le da su primer beso. Más tarde, ella le confiesa sus sentimientos a Rokudo, pero él la rechaza suavemente. Comparte el rango 5 con Kazeno en la Alianza Onishima.
Kazeno Sumire (菫 風乃 Sumire Kazeno?)
 Seiyū: Reina Ueda
Amano Sumire (菫 天乃 Sumire Amano?)
 Seiyū: Reina Ueda

### Otros personajes
Aoi Furukawa (布留川 葵 Furukawa Aoi?)
 Seiyū: Hiroki Nanami
Erika Otohime (乙姫 恵梨香 Otohime Erika?)
 Seiyū: Yuri Komagata
Sachiko Sakura (桜 沙知子 Sakura Sachiko?)
Mizue Tsuyukusa (露草 水絵 Tsuyukusa Mizue?)
 Seiyū: Hitomi Sekine

## Contenido de la obra

### Manga
Escrita e ilustrada por Yūji Nakamura, Rokudō no Onna-tachi se serializó en la revista Shūkan Shōnen Champion de Akita Shoten del 23 de junio de 2016, al 8 de abril de 2021. Sus capítulos individuales fueron recopilados en veintiséis volúmenes tankōbon.

#### Lista de volúmenes
| Volúmenes de manga publicados | Volúmenes de manga publicados | Volúmenes de manga publicados |
| Número                        | Fecha de lanzamiento          | ISBN                          |
| ----------------------------- | ----------------------------- | ----------------------------- |
| 1                             | 8 de noviembre de 2016        | ISBN 978-4-253-22576-2        |
| 2                             | 8 de febrero de 2017          | ISBN 978-4-253-22577-9        |
| 3                             | 7 de abril de 2017            | ISBN 978-4-253-22578-6        |
| 4                             | 8 de mayo de 2017             | ISBN 978-4-253-22579-3        |
| 5                             | 7 de julio de 2017            | ISBN 978-4-253-22580-9        |
| 6                             | 6 de octubre de 2017          | ISBN 978-4-253-22581-6        |
| 7                             | 6 de diciembre de 2017        | ISBN 978-4-253-22582-3        |
| 8                             | 8 de marzo de 2018            | ISBN 978-4-253-22583-0        |
| 9                             | 8 de mayo de 2018             | ISBN 978-4-253-22584-7        |
| 10                            | 6 de julio de 2018            | ISBN 978-4-253-22585-4        |
| 11                            | 7 de septiembre de 2018       | ISBN 978-4-253-22586-1        |
| 12                            | 7 de diciembre de 2018        | ISBN 978-4-253-22587-8        |
| 13                            | 8 de febrero de 2019          | ISBN 978-4-253-22588-5        |
| 14                            | 8 de abril de 2019            | ISBN 978-4-253-22589-2        |
| 15                            | 7 de junio de 2019            | ISBN 978-4-253-22590-8        |
| 16                            | 8 de agosto de 2019           | ISBN 978-4-253-22856-5        |
| 17                            | 8 de noviembre de 2019        | ISBN 978-4-253-22857-2        |
| 18                            | 8 de enero de 2020            | ISBN 978-4-253-22858-9        |
| 19                            | 8 de abril de 2020            | ISBN 978-4-253-22859-6        |
| 20                            | 8 de mayo de 2020             | ISBN 978-4-253-22860-2        |
| 21                            | 6 de agosto de 2020           | ISBN 978-4-253-22862-6        |
| 22                            | 8 de octubre de 2020          | ISBN 978-4-253-22863-3        |
| 23                            | 8 de diciembre de 2020        | ISBN 978-4-253-22864-0        |
| 24                            | 8 de marzo de 2021            | ISBN 978-4-253-22865-7        |
| 25                            | 7 de mayo de 2021             | ISBN 978-4-253-22866-4        |
| 26                            | 8 de junio de 2021            | ISBN 978-4-253-22867-1        |

### Anime
El 18 de enero de 2023, se anunció una adaptación de la serie al anime. Está producida por Satelight y dirigida por Keiya Saitō, con guiones supervisados por Yūichirō Momose, diseños de personajes de Shinya Segawa, diseños de personajes secundarios de Hideaki Ōnishi, diseños mecánicos de Hiroyuki Taiga y diseños de utilería de Yasuyoshi Uetsu y Tomoaki Chishima. La serie se estrenó el 8 de abril de 2023 en Tokyo MX y otros canales. El tema de apertura es «Endless Labyrinth», interpretado por EverdreaM, mientras que el tema de cierre es «Love Will Find A Way», interpretado por The Rampage from Exile Tribe. Crunchyroll obtuvo la licencia de la serie fuera de Asia.